# Mimosybra gebeensis
Mimosybra gebeensis är en skalbaggsart som beskrevs av Stefan von Breuning 1961. Mimosybra gebeensis ingår i släktet Mimosybra och familjen långhorningar. Inga underarter finns listade i Catalogue of Life.